# Sandra Morgan
Sandra Morgan (n. 6 iunie 1942, Noul Wales de Sud, Australia) este o înotător australian, medaliat olimpic cu aur, fost deținător de record mondial, medaliată olimpică. A participat la 2 ediții ale Jocurilor Olimpice (1956, 1960) în care a câștigat două medalii de aur.